# Jacques Rousseau (atlet)
Jacques Rousseau (10. března 1951 Pointe-à-Pitre, Guadeloupe – 14. února 2024) byl francouzský atlet, mistr Evropy a dvojnásobný halový mistr Evropy ve skoku do dálky.

## Kariéra
Jeho prvním velkým úspěchem byl zisk stříbrné medaile na prvém ročníku juniorského mistrovství Evropy (v letech 1964 – 1968 Evropské juniorské hry) v Paříži v roce 1970. O rok později skončil na evropském šampionátu v Helsinkách na 11. místě (756 cm). V roce 1972 reprezentoval na Letních olympijských hrách v Mnichově, kde ve finále obsadil výkonem 765 cm 10. místo. Desátý skončil také na ME v atletice 1974 v Římě.
V roce 1975 se stal v polských Katovicích halovým mistrem Evropy. Jeho nejdelší pokus měřil 794 cm, přičemž do této vzdálenosti skočil hned dvakrát. O rok později v Mnichově se mu podařilo výkonem 790 cm evropský halový titul obhájit. 26. června 1976 na mítinku ve Villeneuve-d'Ascq si vytvořil osobní rekord 826 cm a zařadil se mezi kandidáty na medaili na Letních olympijských hrách v kanadském Montrealu. Ve finále hned v první sérii předvedl pokus dlouhý rovných osm metrů. Medaili však nakonec nevybojoval, když bronz získal Frank Wartenberg z NDR, který ve čtvrté sérii skočil 802 cm. Stříbro a zlato získali Američané, Randy Williams (811 cm) a Arnie Robinson (835 cm).
V roce 1978 vybojoval na strahovském stadionu Evžena Rošického v Praze výkonem 818 cm titul mistra Evropy.